# San Antonio de Desamparados
San Antonio es el distrito número cinco del cantón de Desamparados, de la provincia de San José, en Costa Rica, fundado en el año de 1841.

## Toponimia
El nombre del distrito proviene en honor a San Antonio de Padua, patrono del distrito de San Antonio y de la Iglesia de San Antonio de Padua, localizada en el centro del distrito.

## Historia
Las primeras ocupaciones recordadas de este territorio fueron por indígenas del antiguo Reino Huetar de Occidente, el cual se encontraba encabezado por el Cacique Garabito. Los indígenas que habitaron esta región fueron los mismos que habitaron la región de Aserrí, sobresaliendo entre ellos el Cacique Accerrí, originario de la tribu Quepoa.
Los primeros pobladores ubicaron sus casitas a lo largo de un camino que unía San José con Aserrí, y separaron sus propiedades con cercas, ya sea de piedra o árboles naturales, por lo que antiguamente se llamó a esta región Dos Cercas.
En aquella época, Dos Cercas, que era un distrito de San José, se conformaba por los barrios de Patarrá, Salitral (hoy San Antonio), San Felipe (hoy San Miguel), Palo Grande (hoy San Rafael) y El Molino (hoy San Juan de Dios).
En 1821, el caserío Dos Cercas ya tenía gran importancia y se había planificado muy bien sus primeros cuadrantes, de conformidad con las normas que ordenaba la vetusta "Ley de Indias para la formación de cabildos", además de que ya contaba con más población que otros asentamientos como Patarrá, San Antonio, Aserrí y el mismo Curridabat.
En 1841, Desamparados ya era un barrio de San José, y se conformaba por los cuarteles de El Centro, El Molino (hoy San Juan de Dios), Palo Grande (hoy San Rafael), Patarrá, San Antonio y San Felipe (hoy San Miguel).
Se tienen datos de su fundación que datan de 1841 en un lugar que llamaron "El cuartel del Molino". Actualmente ese lugar conserva solamente el nombre de "El Molino", según la historia se le llama así ya que ahí había un molino para procesar trigo. Luego de la construcción del templo católico el lugar dejó de llamarse el Cuartel del Molino y pasó a llamarse San Juan de Dios, en honor al santo del mismo nombre, cuya celebración dan a cabo todos los 8 de marzo de cada año.
El 4 de noviembre de 1962, se funda el cantón de Desamparados, número tres de la provincia de San José, mediante la Ley de Ordenanzas Municipales.

## Ubicación
Se ubica en el centro del cantón y limita al norte con los cantones de Curridabat y San José, al oeste con el distrito de Desamparados, al sur con los distritos de Gravilias y Damas y al este con el cantón de La Unión.

## Geografía
San Antonio cuenta con un área de 2,07 km² y una altitud media de 1163 m s. n. m.

## Demografía
Para el año 2022, San Antonio cuenta con una población estimada de 9360 habitantes, y para el último censo efectuado, en 2011, San Antonio contaba con una población de 9727 habitantes.

## Concejo de distrito
El concejo de distrito de San Antonio vigila la actividad municipal y colabora con los respectivos distritos de su cantón. También está llamado a canalizar las necesidades y los intereses del distrito, por medio de la presentación de proyectos específicos ante el Concejo Municipal. El presidente del concejo del distrito es el síndico propietario del partido Liberación Nacional, Said Enrique López Calvo.
El concejo del distrito se integra por:
| #                       | Partido                         | Nombre                             |
| Síndico propietario     | Síndico propietario             | Síndico propietario                |
| ----------------------- | ------------------------------- | ---------------------------------- |
| 1                       | Partido Liberación Nacional     | Said Enrique López Calvo           |
| Síndico suplente        |                                 |                                    |
| 2                       | Partido Liberación Nacional     | Fabiola Masís Valverde             |
| Concejales propietarios |                                 |                                    |
| 3                       | Partido Liberación Nacional     | Karol Susana Cháves Rivera         |
| 4                       | Partido Liberación Nacional     | Randall Mauricio Bermúdez Carvajal |
| 5                       | Partido Unidad Social Cristiana | Hazel Madrigal Chavarría           |
| 6                       | Partido Unidad Social Cristiana | Andrés Mauricio Villar García      |
| Concejales suplentes    |                                 |                                    |
| 7                       | Partido Liberación Nacional     | Yorleny Calvo Fallas               |
| 8                       | Partido Liberación Nacional     | Denis Alberto Flores Villalobos    |
| 9                       | Partido Unidad Social Cristiana | Andrea Paola Villalobos Cordero    |
| 10                      | Partido Unidad Social Cristiana | Antonio Román Núñez                |

## Organización territorial
El distrito de San Antonio se conforma por las siguientes comunidades o barrios:
- Barrio Amador
- Barrio Calle Trejos
- Barrio Churruca
- Barrio Constancia
- Barrio Huetares
- Barrio INVU San Antonio
- Barrio Las Acacias
- Barrio Lourdes
- Barrio Pueblo Nuevo (comparte con Curridabat)
- Barrio Rotonda
- Barrio San Antonio (centro)
- Barrio Villa Karen (comparte con San José)

## Cultura

### Educación
Ubicadas propiamente en el distrito de San Antonio se encuentran los siguientes centros educativos:
- Escuela República de Panamá
- Escuela Misionera Católica Reina de la Paz
- Escuela Bendito Jesús
- Liceo de San Antonio

## Transporte

### Carreteras
Al distrito lo atraviesan las siguientes rutas nacionales de carretera:
- Ruta nacional 207
- Ruta nacional 210
- Ruta nacional 212
- Ruta nacional 409